# Fidibus (Zeitschrift)
Fidibus ist eine österreichische und seit 1972 in Klagenfurt erscheinende Zeitschrift für Literatur und Literaturwissenschaft, einschließlich Theaterwissenschaft, des „Arbeitskreises Literatur“ des Kärntner Bildungswerks. Sie wurde von Helmut Scharf gegründet, der sie von 1972 bis 1979 leitete, gefolgt von Robert Gratzer und Günter Kanzian, der von 1981 bis 2011 die Gesamtredaktion innehatte. Seit 2012 wird sie von Erika Hornbogner herausgegeben, seit 2016 Leiterin des Drava Verlags. Inhalt sind literaturwissenschaftliche Arbeiten, Buchbesprechungen sowie Literatur von Kärntner Autoren.
Die Zeitschrift hat zahlreiche Themenhefte publiziert, so 2008 die Fest.Schrift für Janko Ferk mit Beiträgen von Neva Šlibar, Helmut Eisendle und vielen anderen. Wie andere Kärntner Zeitschriften veröffentlicht Fidibus auch Texte Kärntner slowenischer Autoren in slowenischer Sprache.
Die jüngsten Ausgaben sind Georg Timber Trattnig, Egyd Gstättner, Alexander Widner sowie dem Klagenfurter Literaturkurs 2013 gewidmet.